# Alluvione del Fiume Giallo del 1887
L'alluvione del Fiume Giallo del 1887 (黃河T, 黄河S, Huáng HéP, Huang HoW) fu una devastante inondazione del Fiume Giallo che colpì la Cina settentrionale. L'alluvione iniziò nel settembre 1887 e uccise tra le 900 000 e le 2 000 000 persone. È stato uno dei disastri naturali più mortali mai registrati.

## Storia
Il 28 settembre 1887, il fiume Giallo dopo diversi giorni di incessanti piogge oltrepassò le dighe e provocò una massiccia inondazione. Si ritiene generalmente che le acque del Fiume Giallo abbiano oltrepassato gli argini vicino alla città di Zhengzhou nella provincia di Henan.
A causa delle pianure basse vicino all'area, l'inondazione si diffuse molto rapidamente in tutta la Cina settentrionale, coprendo circa 130 000 km², inondando insediamenti agricoli e centri commerciali. Dopo l'alluvione, due milioni di persone rimasero senza casa. La conseguente mancanza di elementi essenziali di base causarono lo stesso numero di vittime dovuto all'alluvione.
Fu una delle peggiori inondazioni della storia, anche se la successiva inondazione del fiume Yangtze-Huai del 1931 si stima che uccise quattro milioni di persone.